# Godło Ukraińskiej SRR

Godło Ukraińskiej Socjalistycznej Republiki Radzieckiej

Godło Ukraińskiej Socjalistycznej Republiki Radzieckiej zawierało typowe elementy godeł republik związkowych ZSRR: umieszczony w centralnym punkcie godła sierp i młot – symbol sojuszu robotniczo chłopskiego oraz najważniejszy element godła Związku Radzieckiego, a także wschodzące słońce – mające wyrażać świt, początek nowej ery w życiu kraju. Oba te elementy umieszczone były na tle czerwonej tarczy. Całość otoczona była przez wieniec złożony ze stylizowanych kłosów pszenicy. Umieszczenie symbolu zboża w godle z jednej strony podkreślało znaczenie rolnictwa dla kraju oraz symbolizowało dobrobyt, a z drugiej – nawiązywało do graficznego wyglądu godła ZSRR i godła Rosyjskiej FSRR. U góry, u zbiegu obu wieńców umieszczono czerwoną pięcioramienną gwiazdę – oznaczającą zwycięstwo komunizmu w pięciu częściach świata. Wieńce przepasane były czerwonymi wstęgami, na których umieszczone było wezwanie do jedności proletariatu: 
Proletariusze wszystkich krajów, łączcie się! w językach ukraińskim Пролетарі всіх країн, єднайтеся! i rosyjskim Пролетарии всех стран, соединяйтесь!. U dołu, także na czerwonej wstędze znajdowała się częściowo skrócona nazwa republiki w języku ukraińskim Українська PCP (skrót od Українська Радянська Соціалістична Республіка – Ukraińska Socjalistyczna Republika Radziecka).
Godło to obowiązywało w praktycznie niezmienionej formie od czasu utworzenia Ukraińskiej SRR, tj. przełomu lat 1918/19 (oficjalnie od 14 marca 1919 r.) do czasu odzyskania niepodległości przez Ukrainę na początku lat 90., a jedynymi korektami było zmiany napisu z nazwą kraju: pierwotnie było to У. С. Р. Р., od 1923 – У. С. С. Р., od 1929 – ponownie У. С. Р. Р., od 1937 – У. Р. С. Р.. Ostatecznie 21 listopada 1949 r. przyjęto wersję Українська P. C. P. .

## Galeria

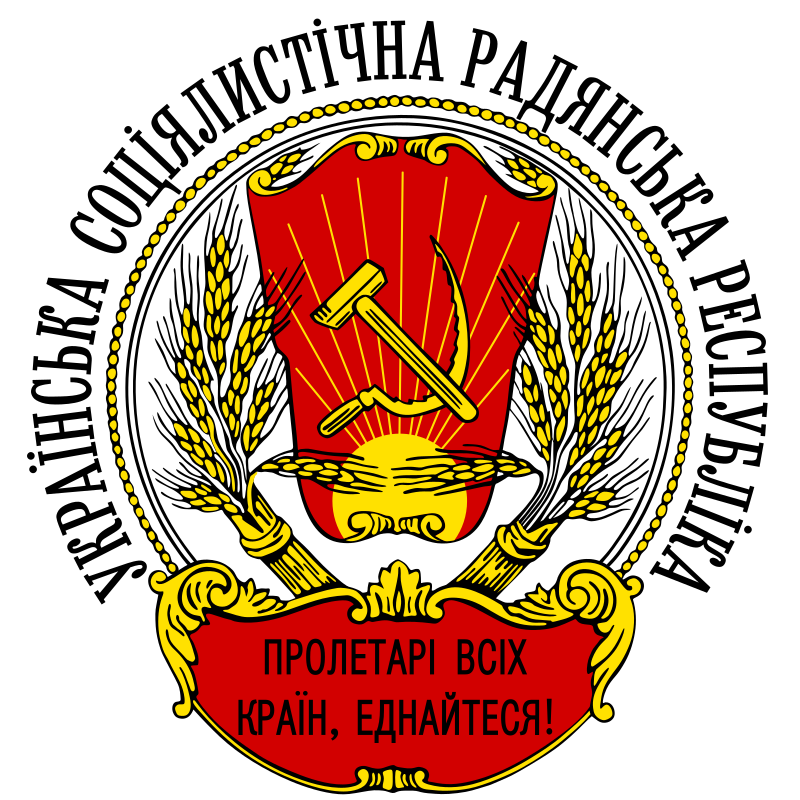
Godło z 1918
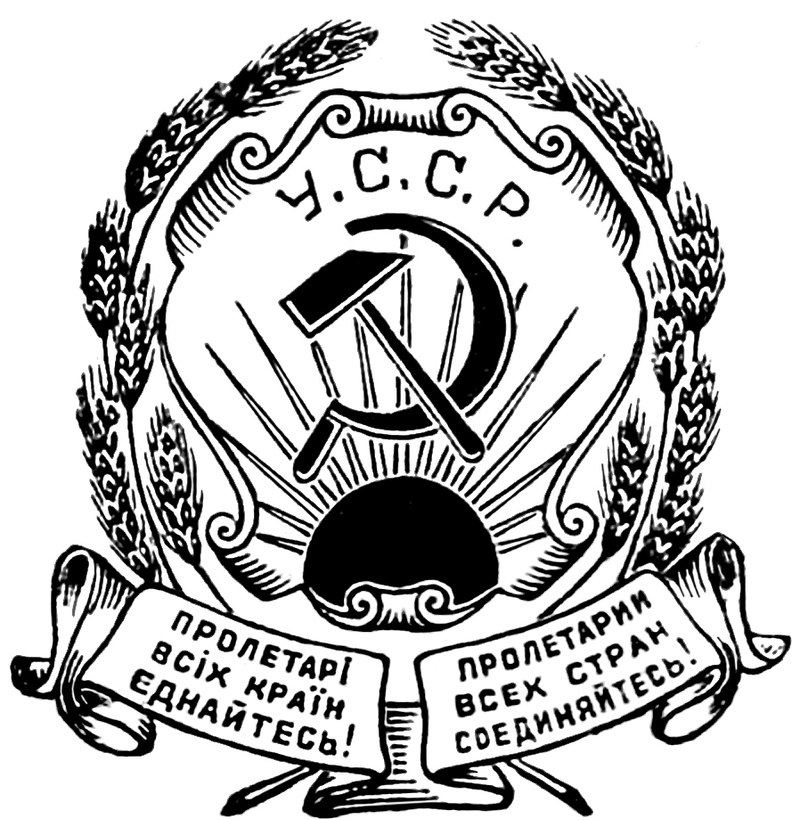
Godło Ukraińskiej SRR z 1919
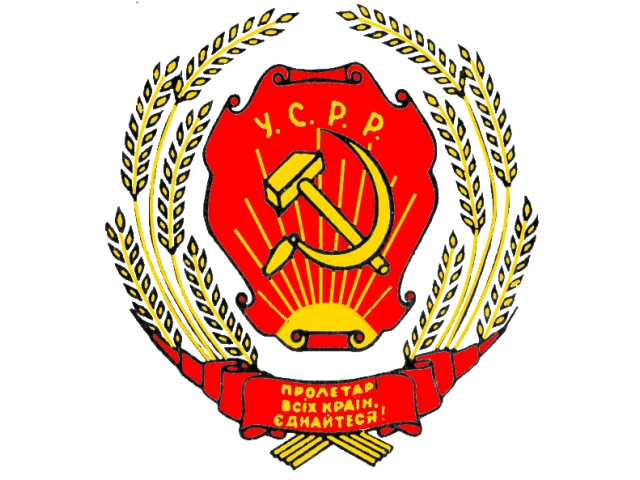
Godło Ukraińskiej SRR z lat 1929–1937
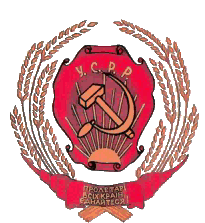
Godło Ukraińskiej SRR z lat 1929–1937
Godło Ukraińskiej SRR z lat 1937–1949